# حمامات عامة

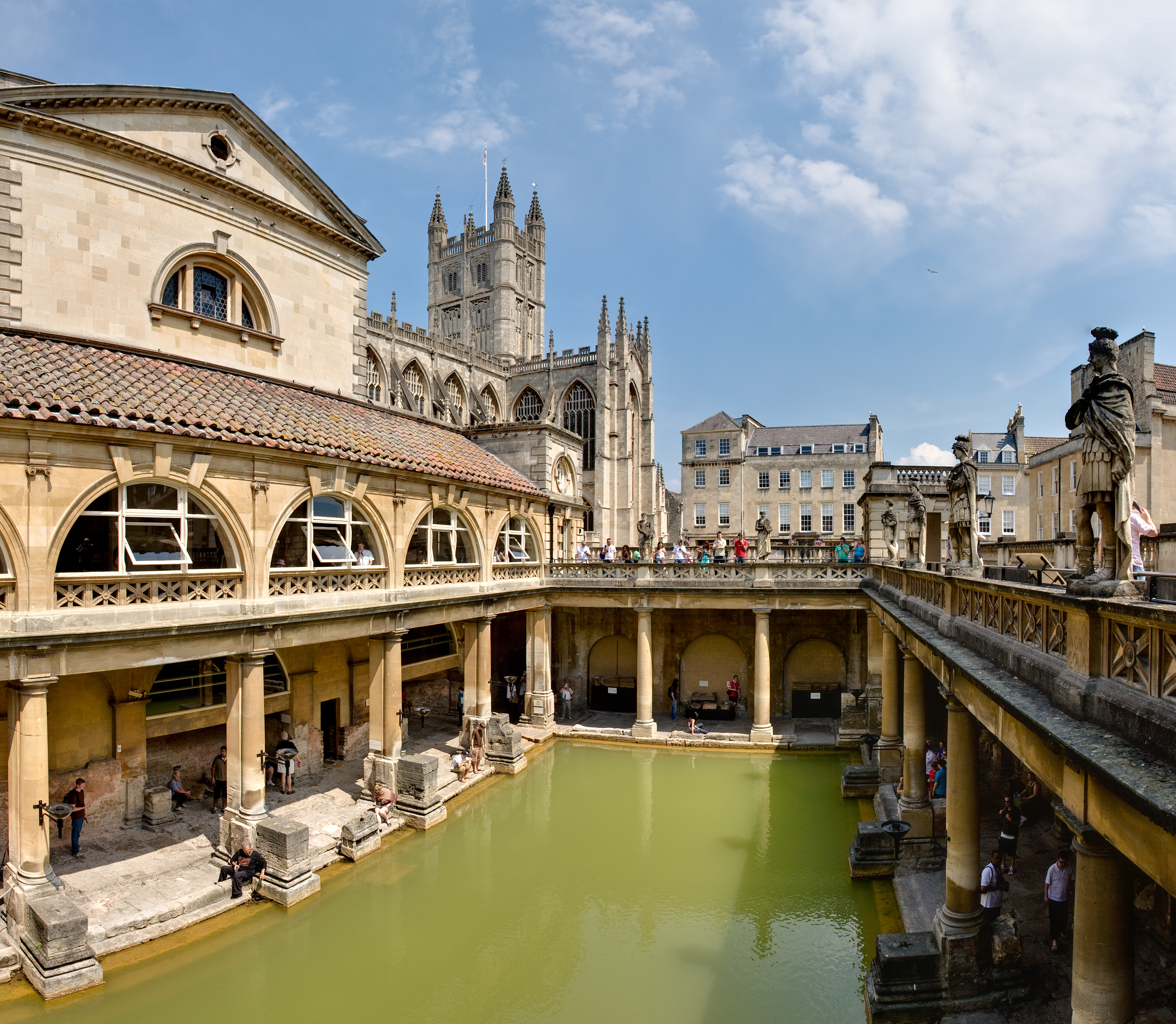

## الحمامات العامة
نشأت من حاجة جماعية للنظافة في وقت كان معظم الناس لا يملكون إمكانية الوصول إلى مرافق الاستحمام الخاصة. مصطلح «العامة» ليس دقيقًا بشكل تام، حيث أن بعض أنواع الحمامات العامة مقيدة اعتمادًا على العضوية أو الجنس أو الانتماء الديني أو لأسباب أخرى. ومع تغير المجتمعات، انخفضت الحاجة إلى الحمامات العامة: فالمساكن لديها الآن حمام خاص بها. كما أصبحت الحمامات العامة مدمجة في النظام الاجتماعي كأماكن للاجتماعات. وكما يوحي العنوان، فإن الاستحمام العام لا يشير فقط إلى الاستحمام. في العصور القديمة شمل الاستحمام العام حمامات ساونا وتدليك وعلاجات الاسترخاء، مقارنة بالمنتجعات الصحية اليوم.

## الحمامات العامة في العصر القديم
اليونان القديمة
فيThe Book of the Bath ، كتبت فرانسواز دي بونفيل: «يبدأ تاريخ الحمامات العامة في اليونان في القرن السادس قبل الميلاد»، حيث يغسل الرجال والنساء في أحواض قريبة من أماكن ممارسة الرياضة، البدنية والفكرية.
كان الاستحمام طقوسيًا، وأصبح فنًا - من تطهير الأحواض، الماء الساخن، الهواء الساخن في «حمامات البخار» المظلمة المقببة، ويغرق التبريد، وفرك مع الزيوت العطرية.
إندونيسيا
تقليديا في إندونيسيا، والاستحمام بشكل عام دائما «عام»، بمعنى أن الناس قد تتلاقى في ضفاف الأنهار أو حمامات السباحة أو الينابيع المائية إما للاستحمام أو غسل الغسيل. ومع ذلك، ولأغراض متواضعة، تطبق بعض قطاعات ضفاف الأنهار الفصل بين الجنسين. الاستحمام عارية بشكل تام غير شائع، كما قد لا يزال الناس يستخدمون كاين جاريك (عادة الملابس batik أو sarong) ملفوفة حول الجسم لتغطية أعضائهم التناسلية أثناء الاستحمام. قد تستخدم ينابيع الاستحمام الأكثر تواضعًا أقسام الخيزران المنسوجة للخصوصية. ولا تزال هذه الممارسة شائعة في القرى والمناطق الريفية في إندونيسيا.
تحتوي جزيرة بالي ذات الأغلبية الهندوسية على العديد من حمامات الاستحمام العامة، وبعضها يعود تاريخه إلى القرن التاسع مثلGoa Gajah . حمام سباحة عام ملحوظ هو Tirta Empul ، والتي في الواقع أكثر ارتباطا بطقوس التطهير الهندوسية البالية.
حضارة وادي السند
توجد بعض من أقدم الحمامات العامة في أنقاض حضارة وادي السند. وفقاJohn Keay، كان "Great Bath" في Mohenjo Daro في باكستان الحالية بحجم «حمام سباحة بلدي متواضع»، مع سلالم تؤدي إلى الماء في كل واحد من نهاياته.
يقع الحمام داخل مبنى كبير وكان يستخدم للاستحمام العام. يشير الحمام العظيم ومنزل الكاهن إلى أن الإندوس كان له دين
اليابان
أصل الاستحمام الياباني هوMisogi ، بعد أن استوردت اليابان الثقافة البوذية، كان هنالك العديد من المعابد التي تحتوي على حمامات بخارية، والتي كانت متاحة لأي شخص لاستخدامها مجانا.
في فترة Heian، كانت منازل العائلات البارزة، مثل عائلات نبلاء المحاكم أو الساموراي، تملك مثل هذه الحمامات. وقد فقد الحمام أهميته الدينية وأصبح بدلا من ذلك ترفيهيا.
في القرن السابع عشر، سجل أول الزوار الأوروبيين لليابان عادة الحمامات اليومية في مجموعات مختلطة جنسيًا. قبل منتصف القرن التاسع عشر، عندما زاد النفوذ الغربي، كان الاستحمام المجتمعي العاري للرجال والنساء والأطفال في الحمام العام المحلي للجنسين،
وفي الوقت الحاضر، في معظم المناطق الادارية تم حظر الحمامات العامة المختلطة بين الجنسين ولكن ليس كلها، باستثناء الأطفال دون سن معينة عندما يرافقهم الآباء. الحمامات العامة باستخدام مياه (الينابيع الساخنة) تحظى بشعبية خاصة.
الإمبراطورية العثمانية
كانت الحمامات العامة تستخدم على نطاق واسع في جميع أنحاء الإمبراطورية العثمانية. كان للحمامات أصل ديني وشعبي، مستمد من طقوس الوضوء الإسلامية واستخدام غرف البخار من قبل الأتراك. كان الحمام التركي، يعتبر مكاناً للتجمعات الاجتماعية في الثقافة التركية. عملية الحمام التركي تشبه إلى حد كبير عملية الاستحمام الروماني.
الإمبراطورية الرومانية
وكان أول حمام عام من عام 19 قبل الميلاد غرفة مستديرة مساحتها 25متر مربع محاطة بغرف صغيرة، وتقع في حديقة مع النهر الاصطناعي وحمام سباحة. وبحلول عام 300 بعد الميلاد، غطت حمامات Diocletian ا140 ألف متر مربع (1,500,000 قدم مربع)، والجرانيت المرتفعة والبورفيري التي تأوي 3,000 من المستحمين يومياً. أصبحت الحمامات الرومانية «شيء مثل تقاطع بين مركز أكواسنتر ومتنزه»، مع حمامات السباحة وغرف الألعاب والحدائق وحتى المكتبات والمسارح. واحدة من مواقع الاستحمام العامة الأكثر شهرة هو Aquae Sulis في (باث، إنجلترا.)
ووصف الدكتور غاريت غ فاغان، الأستاذ في جامعة ولاية بنسلفانيا، الاستحمام العام بأنه "حدث اجتماعي" للرومان في كتابه "الاستحمام في الأماكن العامة في العالم الروماني". ويذكر أيضاً أنه "في أوروبا الغربية لا يزال الفنلنديون وحدهم يمارسون عادة الاستحمام العامة حقاً.

## الحمامات العامة في العصر الحديث
الإمبراطورية الرومانية
تم إدخال الحمامات العامة على الطراز الروماني على نطاق محدود من خلال عودة الصليبيين في القرنين الحادي عشر والثاني عشر، الذين استمتعوا بالحمامات الدافئة في الشرق الأوسط. غير أن هذه البيوت سرعان ما تحولت إلى بيوت للدعارة أو على الأقل إلى سمعة في حد ذاتها، وأُغلقت في أوقات مختلفة.
وكان الاستثناء الملحوظ لهذا الاتجاه في فنلندا والدول الاسكندنافية، حيث ظلت الساونا ظاهرة شعبية، حتى أنها توسعت خلال فترة الإصلاح، عندما كانت الحمامات الأوروبية يتم تدميرها. تبقى الساونا الفنلندية جزءًا لا يتجزأ وقديمًا من طريقة الحياة هناك. وهي موجودة على شاطئ البحيرة، وفي الشقق الخاصة، ومقر الشركات، وفي مبنى البرلمان، وحتى على عمق 400 1 متر (600 4 قدم) في منجم بيهاسالمي.
بدأ بناء الحمامات العامة في الولايات المتحدة في تسعينيات القرن التاسع عشر. وتشمل الإنشاءات البارزة في فترة Bathhouse Row في أركنساس، وAsser Levy Public Baths في مدينة نيويورك. تم إنشاء حمامات عامة لتحسين الحالة الصحية والصحية للجمهور قبل أن أصبحت الحمامات الشخصية شائعة
تركيا: الحمامات الساخنة
تم تقديم الحمامات التركية التقليدية (وهو البديل من الحمام الروماني) إلى بريطانيا من قبل ديفيد أوركهارت، الدبلوماسي وعضو البرلمان في وقت ما عن ستافورد، الذي كان يرغب لأسباب سياسية وشخصية في تعميم الثقافة التركية، وفي عام 1850 كتب أعمدة هرقل، وهو كتاب عن رحلاته في عام 1848 عبر إسبانيا والمغرب. ووصف نظام حمامات الهواء الساخن الجافة المستخدمة هناك وفي الإمبراطورية العثمانية التي لم تتغير إلا قليلا منذ العصر الروماني. في عام 1856 قرأ ريتشارد بارتر كتاب أوركهارت وعمل معه لبناء حمام. افتتحوا أول حمام حديث للمياه الساخنة في St Ann's Hydropathic Establishment من بلارني، مقاطعة كورك، أيرلندا. تم استخدام الحمامات الأصلية للغسيل الفردي والسباحة للرجال فقط. لم يسمح للعائلات بالدخول إلى هذه الحمامات حتى عام 1914
في العام التالي، تم بناء أول حمام عام من نوعه في البر الرئيسي لبريطانيا منذ افتتاح العصر الروماني في مانشستر، وانتشرت الفكرة بسرعة. وصلت إلى لندن في يوليو 1860، عندما فتح روجر إيفانز، عضو إحدى لجان الشؤون الخارجية في أوركهارت، حمامًا تركيًا في شارع 5 Bell، بالقرب من ماربل آرتش. خلال السنوات ال 150 التالية، تم افتتاح أكثر من 600 حمام تركي في بريطانيا، بما في ذلك تلك التي بنتها السلطات البلدية كجزء من مجمعات حمامات السباحة، مستفيدة من حقيقة أن المراجل التي تعمل بتسخين المياه كانت موجودة بالفعل في الموقع.
فتحت حمامات مماثلة في أجزاء أخرى من الإمبراطورية البريطانية. افتتح الدكتور جون لو غاي بريتون حمامتركي في سيدني، أستراليا في عام 1859، وفي كندا حمام واحد بحلول عام 1869، وافتتح الأول في نيوزيلندا في عام 1874. كما شعر تأثير أوركهارت خارج الإمبراطورية عندما افتتح الدكتور تشارلز شيبرد في عام 1861 أول حمامات تركية في الولايات المتحدة في 63 شارع كولومبيا، بروكلين هايتس، نيويورك، على الأرجح في 3 أكتوبر 1863